# Macaduma irrorella
Macaduma irrorella är en fjärilsart som beskrevs av Embrik Strand 1922. Macaduma irrorella ingår i släktet Macaduma och familjen björnspinnare. Inga underarter finns listade i Catalogue of Life.